# Povolide
Povolide ist eine Gemeinde (Freguesia) im portugiesischen Kreis Viseu. In ihr leben 1583 Einwohner (Stand 19. April 2021).